# Ignacy Krasicki
Ignacy Błażej Franciszek Krasicki (n. 3 februarie 1735, Dubiecko⁠(d), Coroana Regatului Poloniei⁠(d), Polonia-Lituania – d. 14 martie 1801, Berlin, Sfântul Imperiu Roman) a fost episcopul Varmiei începând cu 1767, arhiepiscopul de Gniezno din 1795, duce de Sambia, conte în Sfântului Imperiul Roman, poet, romancier, publicist și traducător polonez. Este unul din cei mai importanți reprezentanți ai iluminismului polonez, fiind supranumit „principele poeților polonezi”.
Se consideră că Krasicki este autorul primului roman scris în limba poloneză — „Aventurile lui Mikołaj Doświadczyński” (Mikołaja Doświadczyńskiego przypadki). Mai este cunoscut pentru poveștile, fabulele și satirele sale în stilul lui La Fontaine, prin care ironizează moravurile epocii.

## Scrieri
- 1776: Aventurile domnului Nicolas Înțeleptul (Mikołaja Doświadczyńskiego przypadki)[5]
- 1778: Monachomachia
- 1778: Antimonachomachia
- 1778/1784: Satire ("Satyry")
- 1778/1798: Pan Podstoli
- 1779: Șoriciada ("Myszeida")
- 1779, 1802: Fabule și apologuri ("Bajki i przypowiešci").

## Vezi și
- Științifico-fantasticul în Polonia